# Oberto Airaudi

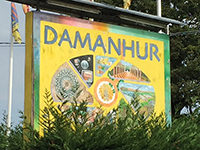

Oberto Airaudi, né le 29 mai 1950 à Balangero, près de Turin en Italie, et mort le 24 juin 2013 , est un philosophe italien et un peintre qui a fondé la Fédération de Damanhur. Oberto Airaudi est également connu sous le nom de Falco (Faucon) ; selon la pratique de Damanhur, les personnes adoptent des noms d'animaux.

## Biographie
Oberto Airaudi est né en 1950,. En 1975, Oberto Airaudi et un groupe d'environ 25 autres personnes ont fondé la Fédération de Damanhur, une communauté Nouvel Âge et un écovillage. En 1978, Oberto Airaudi a dirigé la construction de l'installation souterraine les Temples de l'Humanité (en). D'abord secrets, les Temples deviennent connus du grand public en 1992, lorsqu'un ancien membre intente un procès pour reprendre au groupe ses biens. Avant la fondation de la communauté, il avait travaillé comme agent d'assurance.
Oberto Airaudi est mort de maladie.